# Mediterraneo (film)

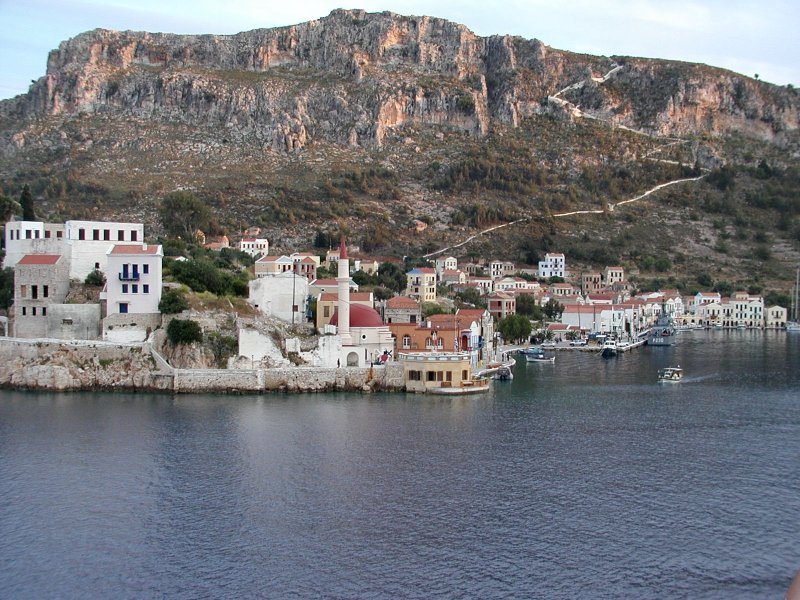
Haven van Kastelorizo, een van de filmlocaties

Mediterraneo is een Italiaanse film die in 1991 de Oscar won voor Beste Buitenlandse Film. De film speelt zich af tijdens de Tweede Wereldoorlog en gaat over een groep Italiaanse soldaten die stranden op een Grieks eiland en hier na de oorlog worden achtergelaten. Ze vinden elk hun eigen plekje op het eiland en besluiten dat gestrand zijn nog niet eens zo slecht hoeft te zijn.
De film is opgenomen op het eiland Kastelorizo.

## Cast
| Acteur               | Personage         |
| -------------------- | ----------------- |
| Sgt. Nicola Lorusso  | Diego Abatantuono |
| Lt. Raffaele Montini | Claudio Bigagli   |
| Antonio Farina       | Giuseppe Cederna  |
| Corrado Noventa      | Claudio Bisio     |
| Eliseo Strazzabosco  | Luigi Alberti     |
| Luciano Colasanti    | Ugo Conti         |
| Libero Munaron       | Memo Dini         |
| Felice Munaron       | Vasco Mirandola   |
| Vassilissa           | Vanna Barba       |